# 쿨 (웹사이트)
쿨(Cuil, IPA: [kuːl])은 2008년 7월 28일 공개 운영을 시작한 검색 엔진이다. 좀 더 많은 검색 결과를 보여주되, 내용별로 웹 페이지를 배치한 후 섬네일(thumbnail) 사진을 결과항목과 함께 보여주는 것이 특징이다. 쿨 관계자들은 다른 어떤 검색 엔진보다 큰 인덱스(index)를 가지고 있다고 주장하고 있다. 약 1200억 개의 웹 페이지를 인덱싱해두고 있다고 주장하고 있다.
쿨은 구글의 전직 직원들이 개발하였다. 이 회사는 3천 3백만 미국 달러를 그레이록을 포함한 여러 벤처 캐피탈로부터 끌어모은 바 있다..
다른 검색 엔진과는 달리, 쿨은 쿨의 개인정보 보호정책에서 사용자의 검색 활동이나 IP 주소 등을 기록하지 않는다고 밝히고 있다.
쿨의 창립자인 애나 패터슨, 러셀 파워, 루이스 모니어는 전직 구글 직원들이다. 탐 코스텔로는 IBM 및 기타 기업에서 근무 한 바 있다.

## 이름
패터슨의 남편이 이 검색 엔진의 이름 "Cuil"을 고안해냈다. Fionn mac Cumhaill이라고 불리는 켈트족 전설 속에 나오는 인물의 이름을 땄다. 쿨은 이 이름을 아일랜드어로 "지식", "헤이즐"을 뜻하는 단어라고 밝히고 있다.